# 蕭王家奴
蕭王家奴，奚人，居住在庫黨河。被金朝官職封為猛安。

## 传记
蕭王家奴為人魁偉力气大，没有成年就在遼国做官，任太子率府率。天輔七年(1123年)，都統完颜杲平定奚地，蕭王家奴率其鄉人來归降，被任命為千戶，率領乡人。奚王回離保死后，其親党金臣阿古者还守住撒葛山，蕭王家奴與突撚前往征討，生擒金臣阿古者，招降其餘眾。当時平、灤多盜贼，蕭王家奴用统领的军队屢破賊兵，盗贼被斩杀或者被俘虏，多次被赏赐。完颜宗望伐宋，在白河敗郭藥師，蕭王家奴也有战功。军队到达黄河，宋兵扼守水路要道，蕭王家奴與諸將击败了宋军。進圍汴梁，破其東門军队。第二年，再次伐宋，完颜宗望軍至中山，中山各門分兵出戰，焚烧金军攻城器具，祁州、河間各派兵來援，都被打败了。撤军，驻守在河朔。濱州賊葛進在臨淄聚眾數萬，孛堇照里以騎兵二千討伐他们，蕭王家奴領謀克先登，力戰大破葛進军队。第二，攻滄州，宋兵抵御迎戰，又跟随照里擊走宋军。宋將徐文以百艘船泊海島，蕭王家奴就用十八艘商船進襲，斬首七百級，缴獲宋船二十。天會八年，任命为靜江軍節度使，授世襲千戶。從梁王完颜宗弼征伐，任萬戶，出征归来，任五院部節度使。
天德二年（1150年），改任烏古迪烈招討都監，去世。